# Berchida
Berchida (pron. bèrchida) è una località a sud di Siniscola, nel territorio delle Baronie nella costa orientale della Sardegna, conosciuta soprattutto per l'omonima spiaggia.

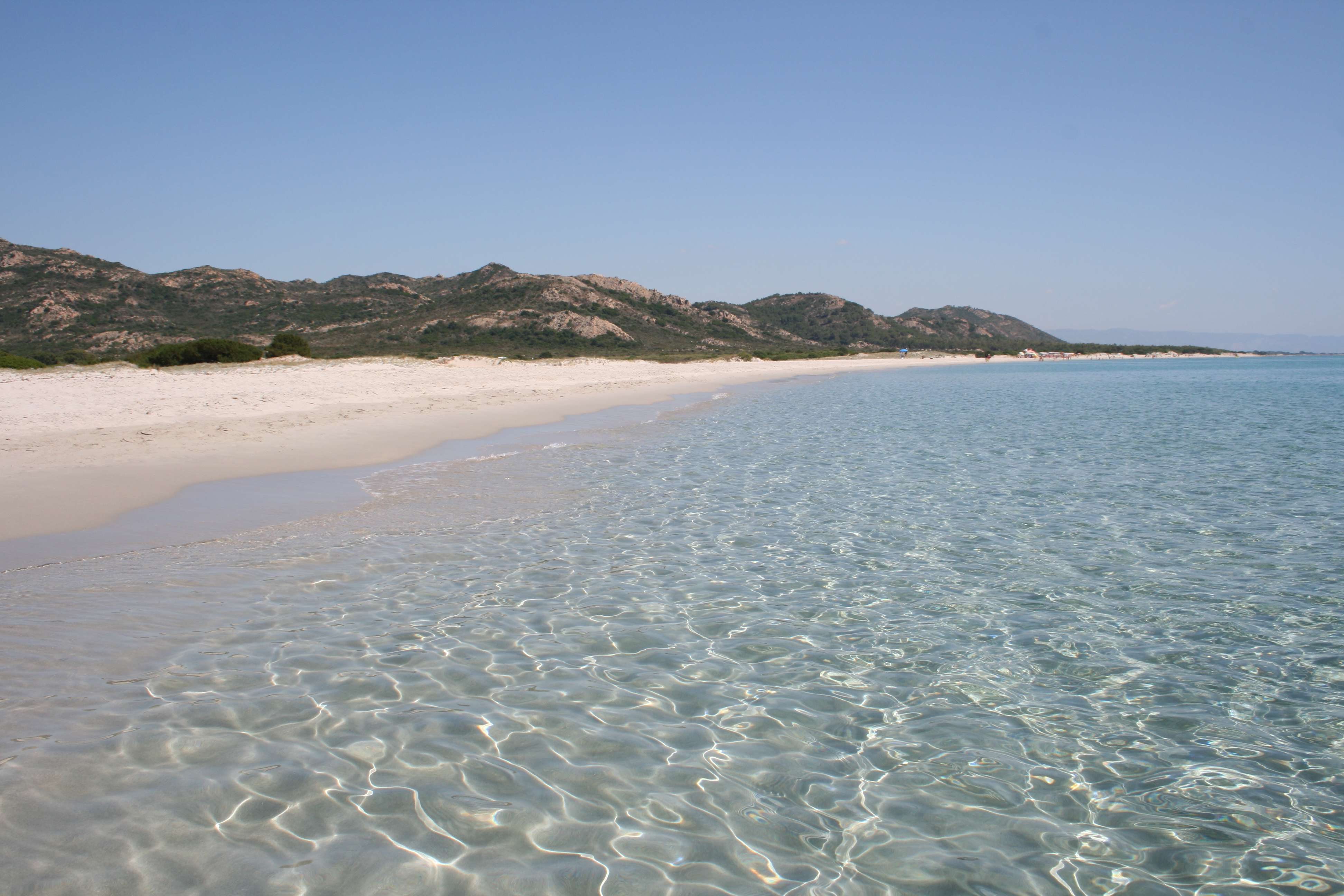
La spiaggia di Berchida. Sullo sfondo, i rilievi di capo Comino

## Caratteristiche
La spiaggia, nota per la sua bellezza, è caratterizzata da valori bassi o assenti dei principali inquinanti oggetto di valutazione per la purezza dei mari.
La spiaggia agisce, tra l'altro, da barriera al rio Berchida, creando l'omonimo stagno riccamente popolato di specie animali, alcune delle quali piuttosto rare. Lo stagno è fonte di abbeveramento per le mandrie di bovini e ovini che pascolano nella zona, e frequentano la spiaggia nei mesi più freddi. Nelle colline che circondano la spiaggia sono presenti due cantieri forestali dell'Ente foreste della Sardegna, impegnati nel rimboschimento dei terreni a seguito di incendi che nel passato hanno devastato la foresta un tempo esistente.
Nella vallata alle spalle della spiaggia sono presenti due insediamenti di epoca nuragica: il nuraghe monotorre Conca Umosa ed il nuraghe Paule 'e Luca. Nella stessa vallata sono presenti i resti del villaggio medievale di Rempellos.

## Galleria d'immagini

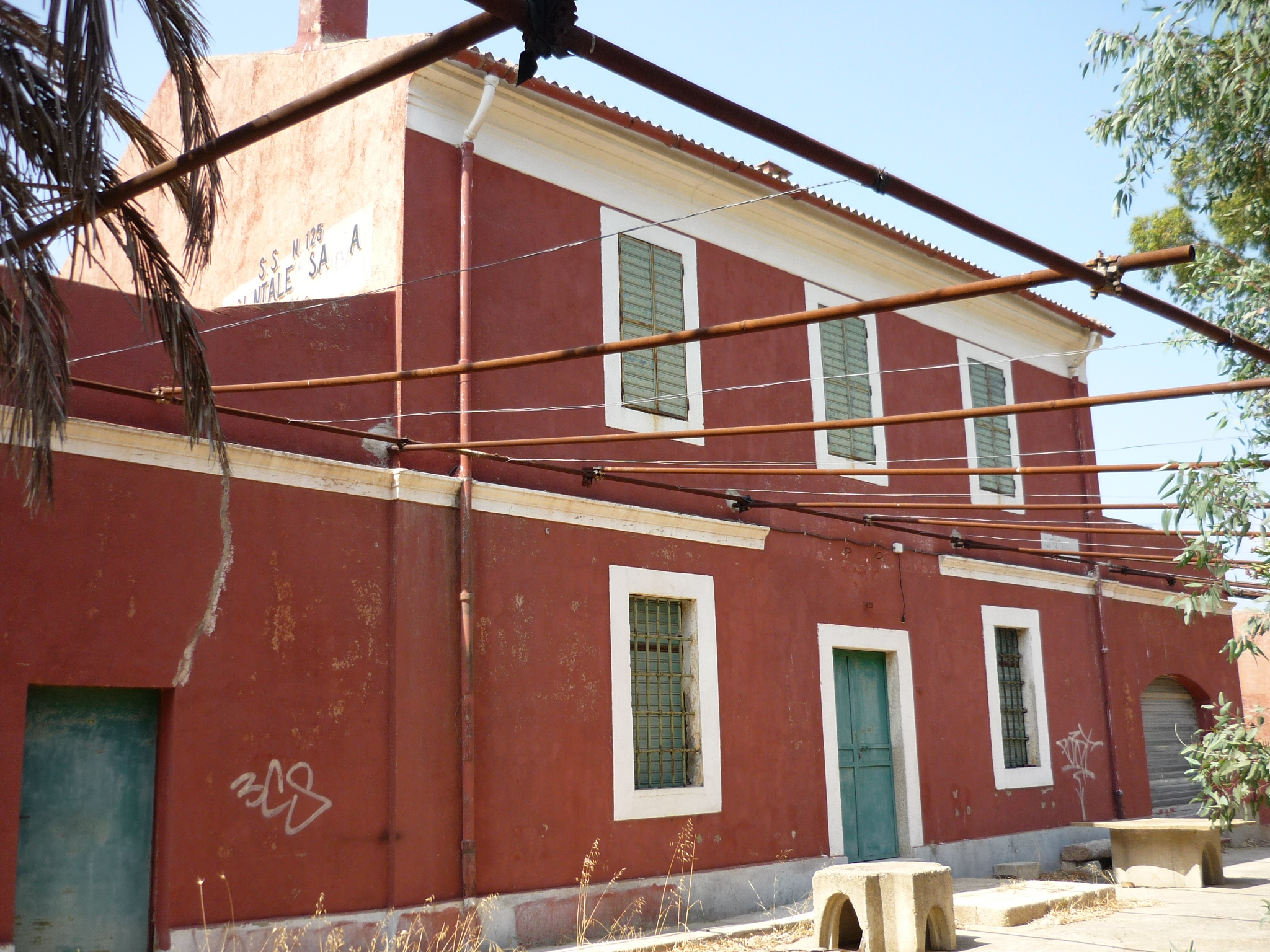
La cantoniera di Berchida. Berchida è anche il nome della frazione del comune di Siniscola nei pressi della cantoniera.
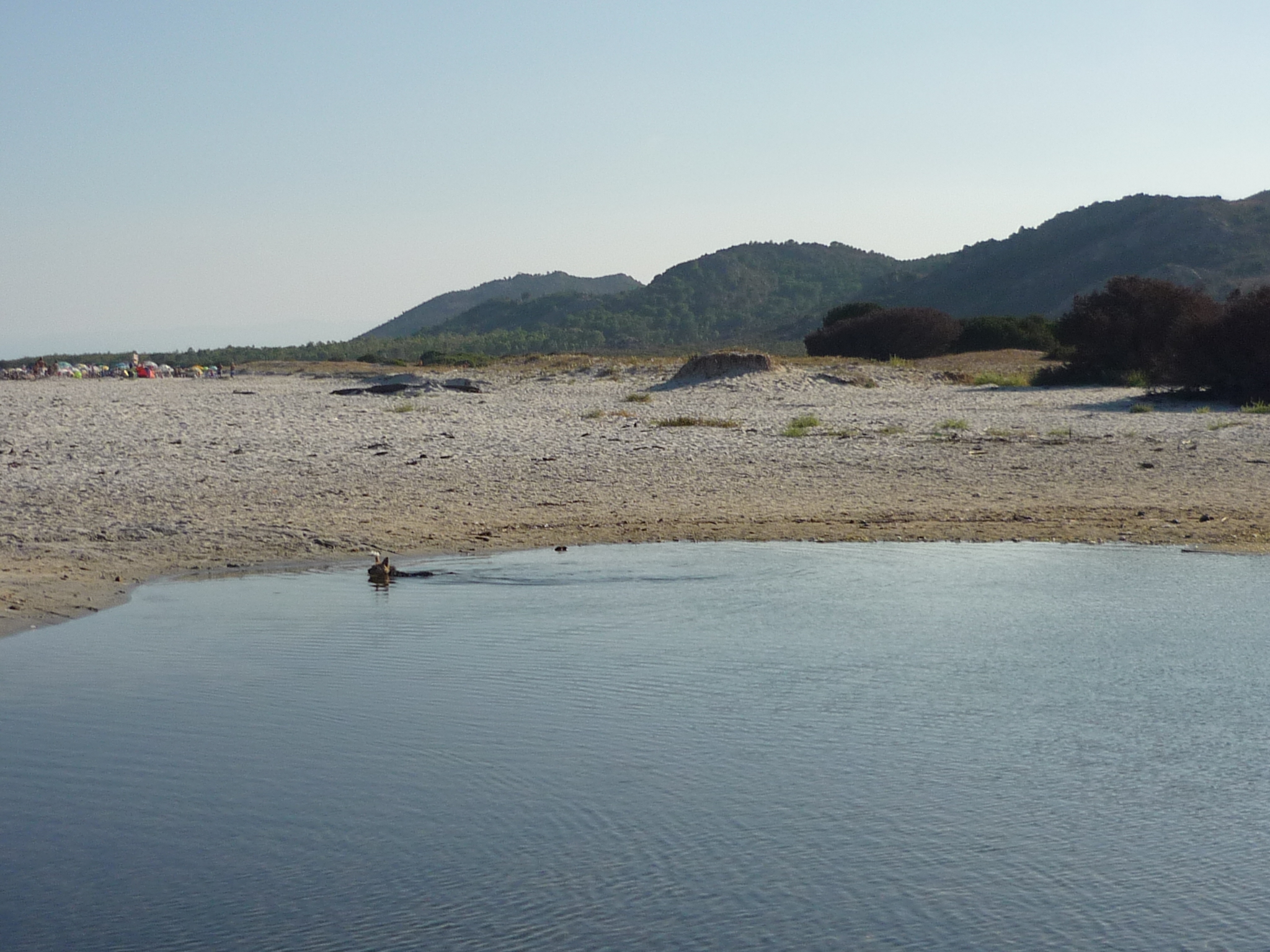
Lo stagno di acqua dolce, addotto dal rio Berchida, a pochi metri dalla battigia. Nei periodi più aridi l'acqua non arriva a mare. Sullo sfondo il cantiere forestale di Bidderosa.